# Holman Williams
Holman Williams (* 30. Januar 1915 in Pensacola, Florida, USA; † 15. Juli 1967) war ein US-amerikanischer Boxer im Mittelgewicht.
Williams absolvierte insgesamt 187 Fights, von denen er 145 gewann und 30 verlor – 11 endeten unentschieden und einer in einem „No Contest“.
Williams wurde im Jahre 1996 in die World Boxing Hall of Fame und im Jahre 2008 in die International Boxing Hall of Fame aufgenommen.